# День природы в Иране

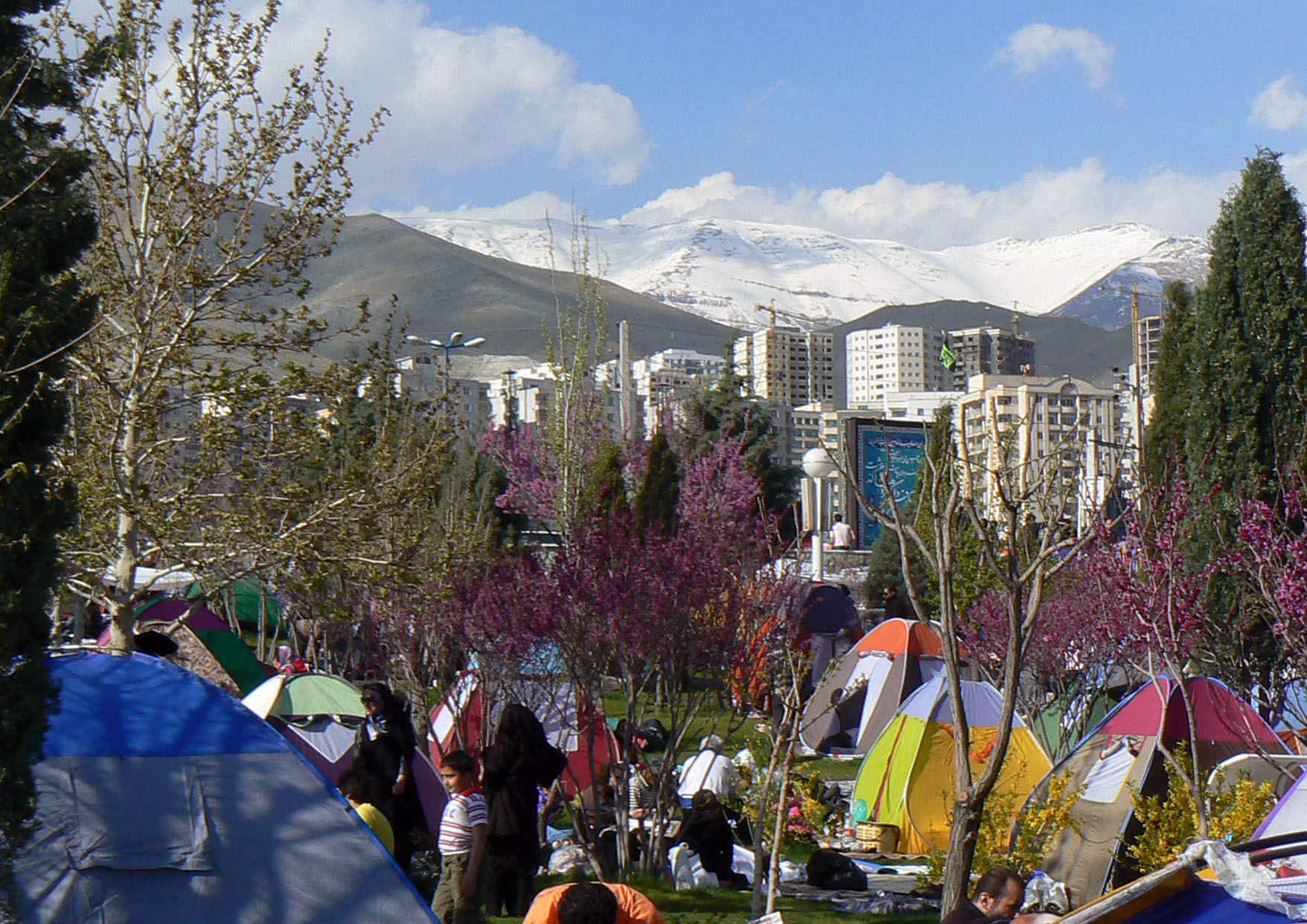
Сиздах-бе-дар в парке Парваз. Тегеран

День природы в Иране (перс.  روز طبیعت‎) или Сиздах-бе-дар (перс.  سیزده‌به‌در‎) — традиционный иранский праздник, справляющийся в тринадцатый день Новруза (новый год по иранскому календарю). Отмечается 1 или 2 апреля (13 фарвардина по иранскому календарю).

## Название
Сиздах (перс.  سیزده‎) обозначает число тринадцать, бе-дар (перс.  به در‎ — дословно: в дверь) означает «избавляться от чего-либо». Это название олицетворяет основную традицию праздника — проведение дня на природе в окружении родных и близких.

## История праздника
Как и сама традиция празднования Новруза, праздник сиздах-бе-дар берёт начало в древней языческой культуре Ирана, позже переработанной и переложенной в зороастризм. Празднование дня природы в тринадцатый день года имеет сакральное значение: сиздах-бе-дар завершает первые двенадцать дней года.
Число двенадцать в Иране и других странах мира издревле считается магическим: оно обозначает количество месяцев в году, знаков Зодиака, количество ворот в Небесном Иерусалиме и т. д. Иранцы считают, что в течение первых двенадцати дней года души родных спускаются в земной мир и живут вместе с людьми, а 12 фарвардина (двенадцатый день года) символизирует конец света, следовательно, 13 фарвардина — начало райской жизни. Таким образом, другое сакральное значение это дня — празднования в честь продолжения земной жизни, в честь того, что конец света не пришёл.
В древности в Иране священным считался тринадцатый день каждого месяца, он назывался Тир-роуз. В этот день люди просили у богини Анахиты дождь для благоденствия хозяйства — земледелия и скотоводства. В этот день также проходили соревновательные игры верхом. Лошадь победившего считалась сосудом для духа богини дождя.
В языческой культуре считалось, что 13 фарвардина богиня воды одержала победу над дьяволом засухи. В честь этого организовывались грандиозные праздники. Подобная традиция сохранилась в Индии.

## Традиции праздника

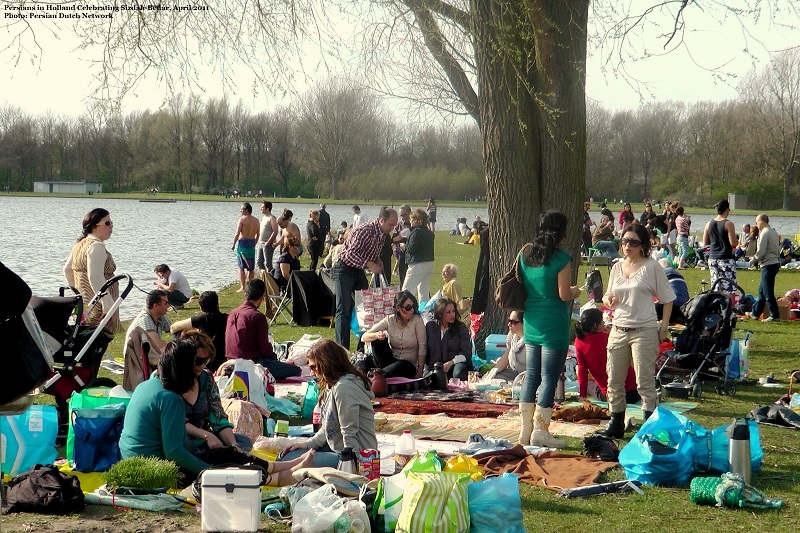
Иранские мигранты в Голландии отмечают Сиздах-бе-дар

Главной традицией праздника считается проведение его на природе в кругу родных и близких. Считается, что 13 фарвардина надо обязательно покинуть дом, иначе весь год будут преследовать несчастья. Это идет из того же верования про двенадцатый день как начало конца света — таким образом люди избегают хаоса, который может последовать тринадцатого числа.
Считается, что время, проведённое на природе, наполняет души людей радостью и счастьем. Этот день следует провести, максимально наполнив его радостью: люди играют на музыкальных инструментах, поют, танцуют, играют в различные игры.
На природу люди обязательно берут с собой пророщенную траву и золотых рыбок с хафт сина (праздничный стол к Ноурузу, включающий в себя семь элементов). За две недели Ноуруза трава обычно успевает прорасти, и это символизирует накопленные в ней горести и болезни в доме, где она находилась. В конце пикника в сиздах-бе-дар траву выбрасывают с новогоднего хафт-сина (обычно в воду), чтобы изгнать демонов (дивов) из своего дома. Таким образом иранцы освобождают себя от несчастий на год вперед. Рыбок отпускают в пруды и фонтаны.
Ещё одна традиция сиздах-бе-дар — завязывание узелков на «новогодней» траве. Такие узелки символизируют любовный союз мужчины и женщины. Девушки делают это для того, чтобы в новом году встретить своего суженого. Считается, что завязавшая узелок выйдет замуж до следующего сиздах-бе-дара.
Менее распространённой традицией сиздах-бе-дар является Дорук-е-Сиздах (перс.  دروغ سیزده‎ — дословно: ложь тринадцатого). Суть в том, что надо обмануть человека так, чтобы он поверил в это (похоже на традицию Дня дурака 1 апреля). Считается, что такой ложью люди отводят от себя злых духов.

## Чахардах-бе-дар
Чахардах-бе-дар (перс.  چهارده به در‎) — четырнадцатый день иранского нового года, празднующийся только в провинции Лурестан. Луры остаются дома в сиздах-бе-дар, который они называют «Сиздах-е кариб» (перс.  سیزده غریب‎ — дословно: чужие тринадцать). Сам способ празднования чахардах-бе-дар у луров полностью совпадает с традиционными празднованиями сиздах-бе-дар.

## В других странах
Новруз празднуется в огромном количестве стран Ближнего Востока, таких как Азербайджан, Афганистан, Грузия, Индия, Казахстан, Киргизия и т. д. Традиция отмечать сиздах-бе-дар передалась только наиболее близким Ирану странам: Азербайджану, Афганистану и Таджикистану.